# Taeniophyllum jacobsonii
Taeniophyllum jacobsonii är en orkidéart som beskrevs av Johannes Jacobus Smith. Taeniophyllum jacobsonii ingår i släktet Taeniophyllum och familjen orkidéer. Inga underarter finns listade i Catalogue of Life.